# Dollar Down
Dollar Down é um filme de drama mudo produzido nos Estados Unidos e lançado em 1925.